# Buddy Valastro
Bartolo Valastro, Jr., conhecido como Buddy Valastro (Hoboken, 3 de março de 1977), é um apresentador, chef e empresário norte-americano. É conhecido por apresentar diversos programas de culinária, como  Cake Boss, Next Great Baker entre outros.
Em 5 de fevereiro de 2015 foi noticiado que Buddy iria ao Brasil apresentar o programa Batalha dos Confeiteiros, que em sua primeira temporada foi exibido as quartas-feiras pela RecordTV. No programa, o chef vai em busca de um sócio que será responsável pela franquia da Carlo's Bakery em São Paulo, a primeira filial da confeitaria no Brasil. Em 28 de junho de 2016, estreou na RecordTV o reality show Batalha dos Cozinheiros, no qual premiou o vencedor da temporada com R$200.000,00 .

## Infância
Buddy nasceu em Hoboken, New Jersey filho de Sr. Buddy Valastro, e Mary Valastro em 3 de março de 1977. Cresceu em Hoboken e Little Ferry, New Jersey.
Valastro começou a trabalhar na empresa de sua família, Carlo's Bakery aos 11 anos, ao lado de seu pai. Em 1994 seu pai acaba falecendo e, com isso, Buddy assume e o sucede como o novo "Cake Boss" aos 17 anos de idade.

## Família
Buddy Valastro atualmente mora em East Hanover Township, New Jersey, com sua esposa Lisa, e seus quatro filhos, Buddy Valastro III, Carlo Valastro, Marco Valastro, e Sofia Valastro. Ele tem também quatro irmãs, Mary, Grace, Madeline e Lisa e um padrasto, Sergio.

## Programas na TV
| Ano           | Programa                 | Função                | Notas |
| ------------- | ------------------------ | --------------------- | ----- |
| 2009–presente | Cake Boss                | Apresentador          |       |
| 2010–14       | Next Great Baker         | Apresentador / Jurado |       |
| 2011–12       | Kitchen Boss             | Apresentador          |       |
| 2013–14       | Buddy's Bakery Rescue    | Apresentador          |       |
| 2015          | Batalha dos Confeiteiros | Apresentador / Jurado |       |
| 2018          | Batalha dos Cozinheiros  | Apresentador / Jurado |       |
| 2016          | Buddy's Family Vacation  | Apresentador          |       |
| 2016–presente | Bakers vs. Fakers        | Apresentador          |       |